# IDRA environnement
Pour les articles homonymes, voir IDRA.
Idra Environnement  est une entreprise de dépollution de sols, de désenvasement, de curage, de traitement des boues, des sédiments créée en 2000. Elle est intervenue en 2001 dans le traitement des sédiments pollués par le naufrage de l'Erika; puis en 2004 les sables contenants des boulettes de pétrole du Prestige. En 2005, elle dépollue les sédiments du port de Lorient.
Elle a remporté le premier prix de la création d'entreprise en 2000, l'oscar d'argent d'Ille-et-Vilaine en 2001 et a été nommée en 2002 espoir national du réseau Entreprendre ainsi que meilleure jeune entreprise de France.
En juin 2006, elle utilise un procédé à la chaux vive pour dépolluer les douves du château des ducs de Bretagne. En 2008 elle dépollue 130 000 T de terres dans l'est de la France par des techniques de lavages et de séparations.
Le siège social est situé à Bruz (Ille-et-Vilaine), Agences à Eguilles (Bouches-du-Rhône), Coudekerque (Pas-de-Calais), et Arcachon (Gironde). Une succursale en Bulgarie (Varna).